# Goddard Institute for Space Studies
Goddard Institute for Space Studies (GISS) är ett laboratorium inom NASA's Goddard Space Flight Center och en enhet inom Columbia University Earth Institute. Institutet är placerat vid Columbia University i New York City. Institutet leds av Gavin A. Schmidt som efterträtt  James E. Hansen.